# المرابط (الحيمة الداخلية)

تعديل مصدري - تعديل

المرابط هي إحدى قرى عزلة بني السياغ بمديرية الحيمة الداخلية التابعة لمحافظة صنعاء، بلغ تعداد سكانها 235 نسمة حسب تعداد اليمن لعام 2004.